# Alois Halašta
Alois Halašta war ein tschechoslowakischer Hersteller von Automobilen.

## Unternehmensgeschichte
Alois Halašta, der im Bereich Feuerwehrfahrzeuge tätig war, stellte 1932 in Rakovník Automobile her. Der Markenname lautete HARA. Insgesamt entstanden drei Exemplare.

## Fahrzeuge
Die Fahrzeuge waren selbst entwickelt worden. Für den Antrieb sorgte ein Zweizylindermotor mit SV-Ventilsteuerung. Zwei Fahrzeuge waren als Cabriolet und eines als Limousine karosseriert.